# Сартирана Ломелина
Сартира̀на Ломелѝна (на италиански: Sartirana Lomellina; на ломбардски: Sartiräna, Сартирена) е село и община в Северна Италия, провинция Павия, регион Ломбардия. Разположено е на 100 m надморска височина. Населението на общината е 1601 души (към 2017 г.).